# 2025年7月德克萨斯州中部洪水
2025年7月4日至7日期間，美国包括克爾縣的德克薩斯州丘陵區區域，发生洪灾。由於當地短時間內降下5至11英寸（約130至280毫米）的強降雨，造成瓜达卢佩河水位大幅上涨。這場洪水已造成至少145人喪生，其中至少116人來自克爾縣，另有8人失蹤。引發洪災的主因，是由熱帶風暴巴里的殘餘水氣助長中尺度對流複合體而引發。
7月4日清晨，隨着德克薩斯州中部持續出現強降雨，洪水迅速爆發。當天，克爾維爾、梅森等多個城市一共發出6宗山洪緊急警報。瓜達盧佩河在短短45分鐘內暴漲約26呎（7.9米）。在亨特地區，河水暴漲幅度約達29呎（8.8米），當地一個夏令營更一度有超過20名兒童失蹤。7月5日，屬於科羅拉多河流域的特拉維斯湖一帶再次發出多宗山洪警報。7月6日，《紐約時報》報導指出：「在美國歷來所有致命洪災中，包括因堤壩潰決、季節性降雨和颶風引發的洪水，這次丘陵地區的災情極有可能成為自1925年以來最嚴重的事件之一。」這場災難性洪災，也是德克薩斯州逾百年來最致命的淡水洪水。

## 背景
德州中部，特別是丘陵區很容易發生大洪水。根據科羅拉多河下游管理局 (Lower Colorado River Authority) 的資料，該地區是全國山洪風險最高的地區之一，被稱為「山洪走廊」。這是由於陡峭的山丘和乾旱的土壤所造成，水流傾向於快速流走，在暴雨期間將水快速流入河流。
瓜達盧佩河及周邊河流過去數十年多次氾濫，且屢次釀成嚴重傷亡。當中包括1987年7月造成10人死亡的洪災、1998年10月奪走31人性命的洪災、2015年5月鄰近布蘭科河發生的洪水導致13人死亡，以及僅三週前在鄰近聖安東尼奧發生、同樣造成13人喪生的洪災。
克爾縣一直未設立洪水警報系統。2016年，當時的克爾縣警長曾提出設立包括警報器在內的洪水預警系統；同年，一名縣議員亦指出，克爾縣「很可能是全州洪水風險最高的地區」。有關撥款和建設計畫的討論持續到至少2021年，但最終未有落實。現任克爾縣法官羅布·凱利表示，未設立警報系統的主因是成本過高，並稱居民因此對該計劃持保留態度。
根據CNN報導指，全球暖化令美國各地極端降雨事件愈趨頻繁，因為暖化後的大氣可攜帶更多水氣。氣候中心的資料則顯示，自1970年以來，聖安東尼奧的降雨強度已增加6%，奧斯汀更上升了19%，意味著現今每小時降雨量遠超數十年前。

## 氣象概況

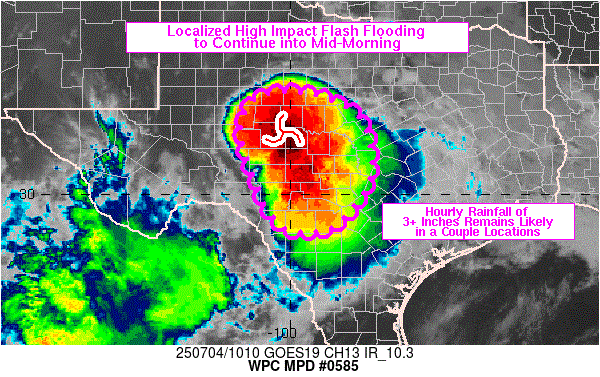

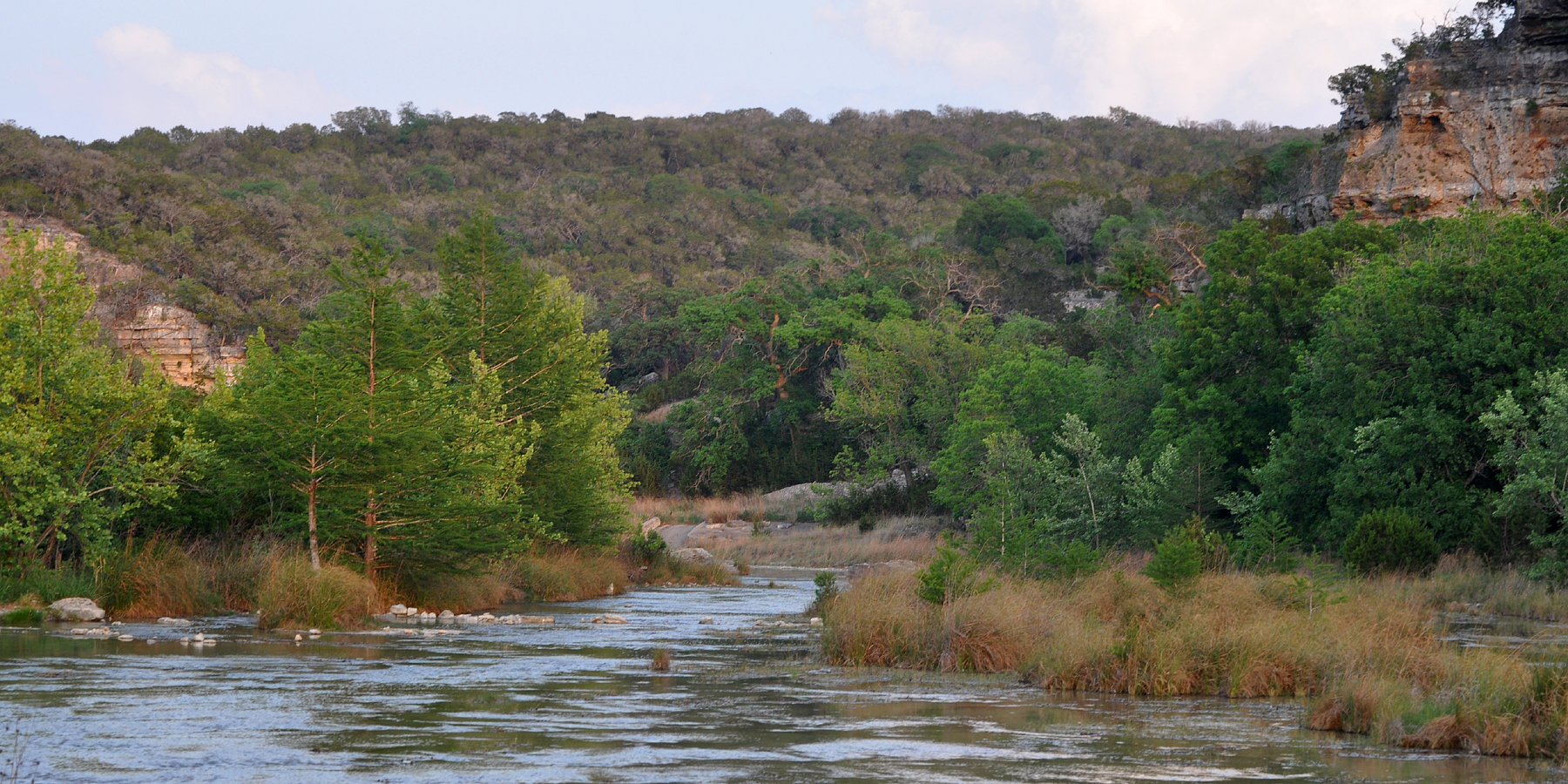
圖為德克薩斯州克爾縣的瓜達盧佩河在2014年5月的春季水位，當時呈現正常水平。

2025年7月3日深夜，大西洋熱帶風暴巴里的殘餘中層環流，進一步被捲入一個更廣泛的中層低壓槽內，該槽中還包含來自熱帶東太平洋的殘餘水氣。該系統逐漸發展成滯留於德克薩斯州中部上空的雷雨帶，導致豪雨不斷，並在7月4日至7日期間引發致命洪水，當中以瓜達盧佩河沿線災情最為嚴重。

## 準備與影響
美中夏令時間2025年7月3日下午1時18分，美國國家氣象局聖安東尼奧辦公室對克爾縣及其他預計將受到嚴重洪災影響的地區發出洪水觀察警報。當局預測雨量達1至3英寸（約25至76毫米），局部地區更可能出現5至7英寸（約130至180毫米）的豪雨。警報指出，當地將會有「多輪零散到廣泛的驟雨和雷暴，並可能出現猛烈降雨」。

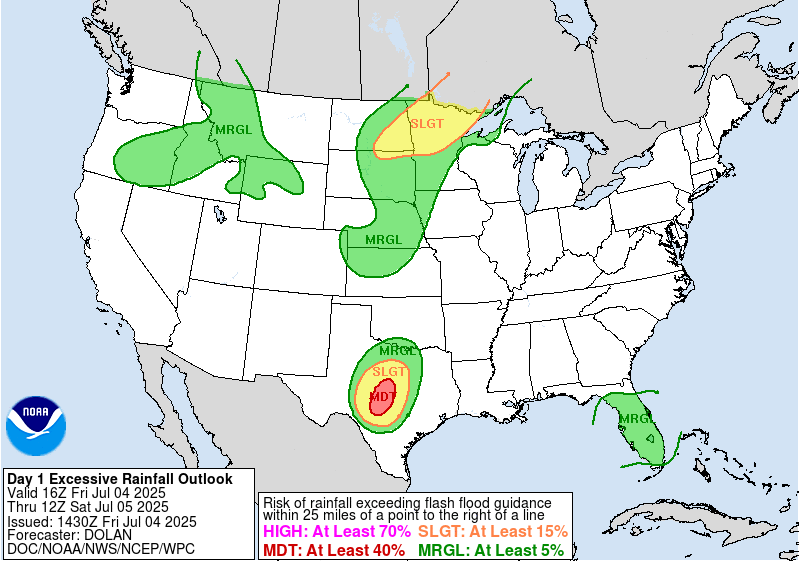
協調世界時2025年7月4日下午2時30分，天氣預報中心已將該地區劃為「中度」過量降雨風險區。

7月3日下午6時10分，國家氣象局轄下的天氣預報中心發表中尺度降水討論報告，指出「德克薩斯州中部在當晚很可能出現山洪，預計降雨強度非常高」。報告提到，考慮到當時的大氣條件，每小時雨量超過2至3英寸（約51至76毫米）相當合理，局部地區6小時內總雨量更可能超過6英寸（約150毫米）」，並警告洪水或會引發「重大衝擊」。7月4日上午6時27分，另一份討論更進一步強調，「預計會出現大規模、甚至災難級別的山洪影響」。
在整場洪災期間，當局多次發出山洪警報，當中有不少更包含「山洪緊急警報」的嚴重用詞。首宗與此次事件相關的山洪警報於7月3日晚上11時41分在班德拉縣發佈。至7月4日凌晨1時14分，班德拉縣及克爾縣首次收到附有「重大」標籤的山洪警報；同日上午4時3分，針對克爾縣內的亨特與英格拉姆，發出了山洪緊急警報，呼籲居民「立即前往高處避難！」並警告，當地已累積4至10英寸（約100至250毫米）降雨，且每小時降雨量仍會持續達到2至4英寸（約50至100毫米）。
到凌晨4時05分，亨特的瓜達盧佩河水位已衝至21.99呎（約6.70米），短短一小時內暴漲超過10呎（約3.0米），並進入主要洪水階段。洪水繼續湧升，至凌晨5時10分，亨特測站停止更新時，水位已達37.52呎（約11.44米），並仍持續上升，成為該地歷來第二高水位，超過1987年的紀錄。亨特附近多個夏令營，尤其是神秘營，受到毀滅性洪水衝擊。
在瓜達盧佩河下游，國家氣象局於凌晨5時34分向克爾維爾發出山洪緊急警報，再次警告「可能引發災難級破壞」。從凌晨5時15分到6時45分，河水從不足2呎（約60厘米）急升至34.29呎（約10.45米），迅速達到主要洪水水位。
另一宗山洪緊急警報則於早上7時24分針對康福特地區發出。當時，自動雨量計已偵測到「一股龐大且致命的洪峰」正沿瓜達盧佩河下游推進，發警報一個多小時後，河水在短短兩小時內由3.15呎（約100厘米）急升至35.26呎（約10.75米）。
7月7日，天氣預報中心再度指出「中度」過量降雨風險；7月6日晚上11時46分，中部德克薩斯州大部分地區亦被發佈山洪觀察警報，預計將降下2至4英寸（約50至100毫米）雨量，局部地區到7月7日晚上7時更可能累積高達10英寸（約250毫米）。

## 影響

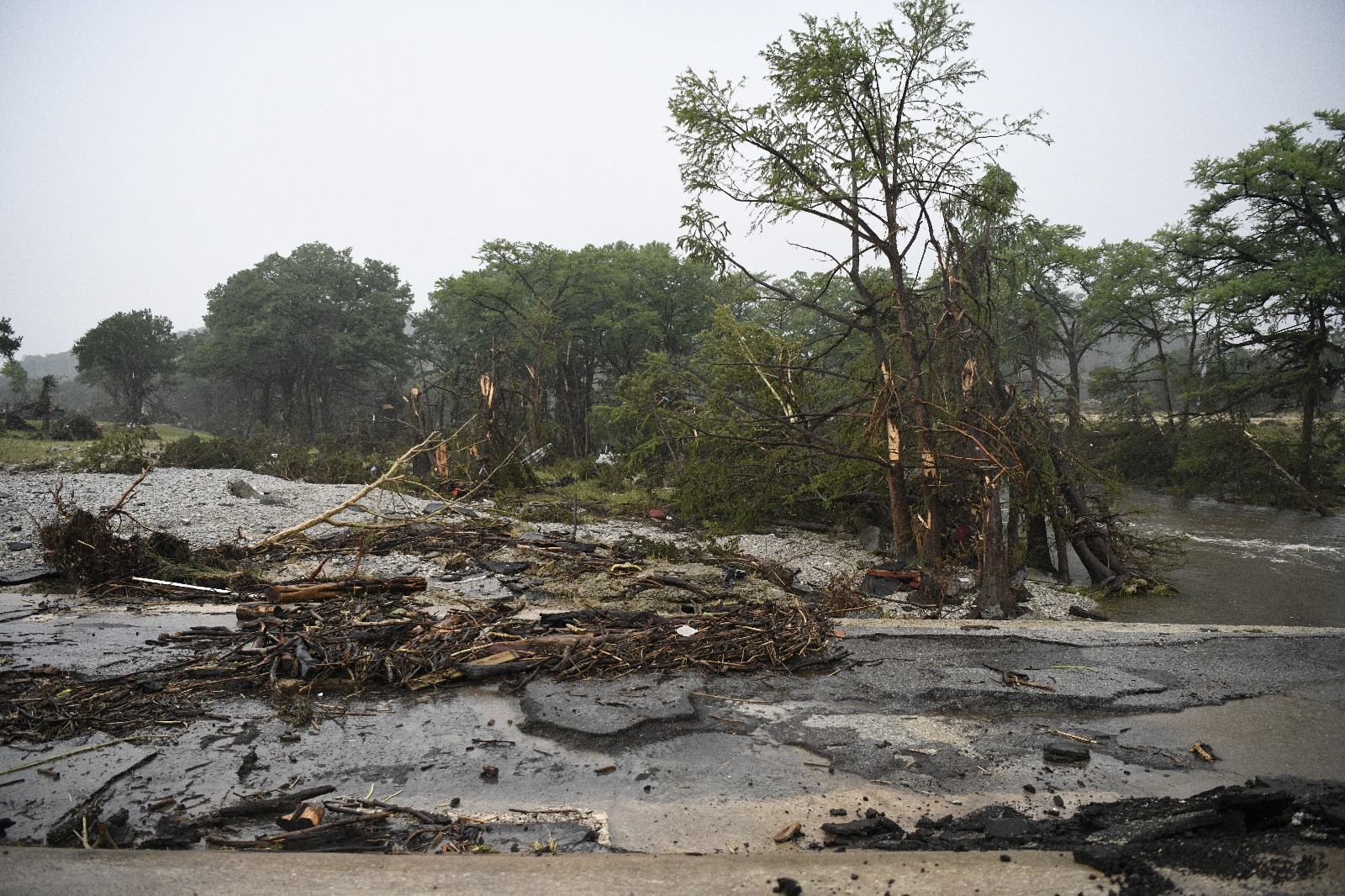
2025年7月4日，洪水將大量樹木沖入德克薩斯州的河流。

7月4日清晨，短短三小時內降下6.5英寸（約170毫米）的豪雨，導致進行多宗涉水救援行動。在德克薩斯州亨特，瓜達盧佩河兩條支流交匯處，河流水位計在兩小時內暴漲22呎（約6.7米），並於水位升至29呎（約8.8米）時停止運作。在下游的克爾維爾，河水暴漲至21呎（約6.4米）；而在更下游的康福特，水位更升至29.86呎（約9.10米）。克爾維爾市於7月4日因應洪災宣佈進入災難狀態。總計部分地區的降雨量達5至11英寸（約130至280毫米），引發嚴重洪水。
洪水於7月5日仍持續，多個奧斯汀以北特拉維斯湖周邊地區再度發出兩宗山洪緊急警報。其後，科馬爾縣中部也發出第三宗山洪緊急警報，指出「當地執法人員已報告瓜達盧佩河發生氾濫」。斯特里特西北部錄得高達20.33英寸（約516毫米）的雨量。

### 搜救行動
7月4日當天，超過200名民眾在洪水中獲救。搜救工作在7月4日及4日至5日夜間持續展開，最終共有至少237人被救出，其中167人由直升機救援。美國海岸防衛隊救援游泳員斯科特·拉斯坎被譽為英雄，國土安全部（包括部長克麗絲蒂·諾姆）稱讚他一人成功救出多達165人。由於當地電訊中斷，許多居民一度難以聯絡。
德克薩斯州狩猎监督员中校本·貝克於7月8日（星期二）表示，整體已救出超過440名受困者，但官員指出最後一次發現生還者是在上星期五。貝克指出，搜救隊已經搜索了長達26英里（約42公里）的河段，並出動搜救犬協助在大量洪水殘骸中尋找遺體。他表示：「專業小隊需要一層一層仔細清理，非常危險、耗時且骯髒，而且現場仍有積水。」
當局感謝公眾捐款及其他支援，但同時呼籲未經訓練的平民切勿前往搜救現場，以免增加安全風險及影響協調。此外，當局亦批評大量圍觀者和未經許可的無人機，干擾救援進度。

## 傷亡
| 縣         | 死亡人數  |
| ---------- | --------- |
| 克爾縣     | 至少116人 |
| 特拉維斯縣 | 10人      |
| 肯德爾縣   | 9人       |
| 伯尼特縣   | 5人       |
| 威廉森縣   | 3人       |
| 湯格林縣   | 1人       |
| 總數       | 至少145人 |

截至7月17日，洪水已造成至少145人確認死亡，其中克爾縣至少有70名成人和36名兒童遇難。各縣的死亡人數分別為：克爾縣至少116人、特拉維斯縣10人、肯德爾縣9人、伯尼特縣5人、威廉森縣3人，以及湯格林縣1人。
克爾縣部分罹難者是就讀於神秘營的年輕女孩。該營是一所位於亨特西南約6英里（約9.7公里）的全女生基督教夏令營。7月4日，神秘營共有27人被宣佈失蹤。至7月7日，失蹤人數降至10人，其中一名輔導員依然失蹤；到7月9日，仍有5名女孩及一名輔導員下落不明。1974年購下該營的營主狄克·伊斯特蘭已證實罹難。CNN在7月7日報道，神秘營共有27名營員和輔導員在洪水中喪生。
截至7月17日，仍有8人於多個縣失蹤，其中特拉維斯縣4人、克爾縣3人和伯尼特縣1人。

## 後續
救濟組織All Hands and Hearts與愛彼迎合作，共同支援第一線應變人員、搜救隊伍及洪災倖存者。愛彼迎提供緊急臨時住宿，協助第一線應變人員、希望留在搜救現場附近尋找失蹤親友的人，以及房屋受損或被毀的居民，並與當地非牟利機構合作，識別最需要協助的家庭。為應對這場毀滅性的洪水，世界中央廚房救援隊已在德克薩斯州中部展開行動，向所有有需要人士（包括第一線人員）提供食物和飲用水。
撒瑪利亞救援會亦派出一支救災隊到德克薩斯州中部，隊伍配備從德克薩斯州科佩爾的西南事工中心運來的各種工具與救援物資，義工團隊亦準備協助受災家庭展開復原工作。
德克薩斯州非牟利組織「空投行動」動員飛機、機組人員及志願飛行員，為受困偏遠地區的居民空投緊急物資。
來自墨西哥阿庫尼亞（位於德爾里奧對岸）的第一線應變人員與消防員，於7月9日由非牟利機構「911基金會」派遣至克爾縣克爾維爾，協助搜救任務。
T-Mobile亦向「德克薩斯丘陵地區社區基金會」捐出50萬美元，以支援克爾縣的救援和重建工作。

## 批評
此次災情也引發外界對克爾縣未設立警報系統、未發出撤離令的批評。克爾縣法官羅布·凱利表示，「沒有人知道會發生如此嚴重的洪水」，並指出該縣因經費昂貴，一直未有建立任何重大洪水警報系統。美國總統當勞·特朗普亦表示「沒有人預計到，沒有人看到會發生這樣的事。」然而，美國國家氣象局於7月3日至4日期間已發出多達22次逐步升級的警報。
至於聯邦應對方面，特朗普政府自上任後已削減聯邦緊急事務管理署約五分之一人手，且聯邦緊急事務管理署的應變訓練曾中斷數月，導致逾7000名學員無法接受培訓。因此，外界預料聯邦緊急事務管理署在這次災難中的應變表現將受到嚴格審視。國家緊急管理協會於2025年6月30日向國土安全部發信指出，聯邦緊急事務管理署「未有開放多項重要補助金的申請，亦錯過法定撥款期限，影響資金分配」。這些補助金對美國82%的縣份（特別是農村地區）至關重要，主要用以維持應急人員配置及資源。
特朗普政府曾公開表明，希望縮減甚至完全撤銷聯邦緊急事務管理署的角色，將應急管理責任完全交由各州承擔。或許因為這項政策取向，外界發現有政治力量試圖壓制聯邦緊急事務管理署內部及對外的訊息流通，這種做法被指削弱了該署與州政府及聯邦其他部門的協作與溝通，從而「危及應急反應和國土安全能力，並威脅到關鍵基礎設施的安全」。
一名前聯邦緊急事務管理署行政主管指出，「德克薩斯州已向外界求助，請求搜索與救援支援……奧克拉荷馬州和路易斯安那州也已派出救援隊」。她並提醒，這些州外隊伍實際上都接受聯邦緊急事務管理署的訓練和資助，因此她提出質疑：「如果未來這些訓練經費被削減，這些隊伍該如何繼續維持？」以及「他們還能否長期執行這些任務？」
不少媒體同時批評，國家海洋及大氣總署的人手與預算削減，影響了預測洪水及發出緊急警報的能力，儘管目前外界對實際影響程度尚有爭議。《紐約時報》報導指，國家氣象局聖安吉洛辦事處出現多個職位空缺，包括主管氣象工作的主管；聖安東尼奧辦事處在該職位人員提前退休後，也未能補上警報協調氣象專員，這名退休是特朗普政府削減聯邦編制計劃的一部分。國家氣象局員工組織立法總監湯姆·法希指出，兩個辦事處的空缺率自2025年1月特朗普就任以來「大約翻了一倍」。商務部發言人否認國家氣象局在應對上有不足之處，氣象局工會也認為此次事件中，各辦事處的人手配置屬合理。

## 反應

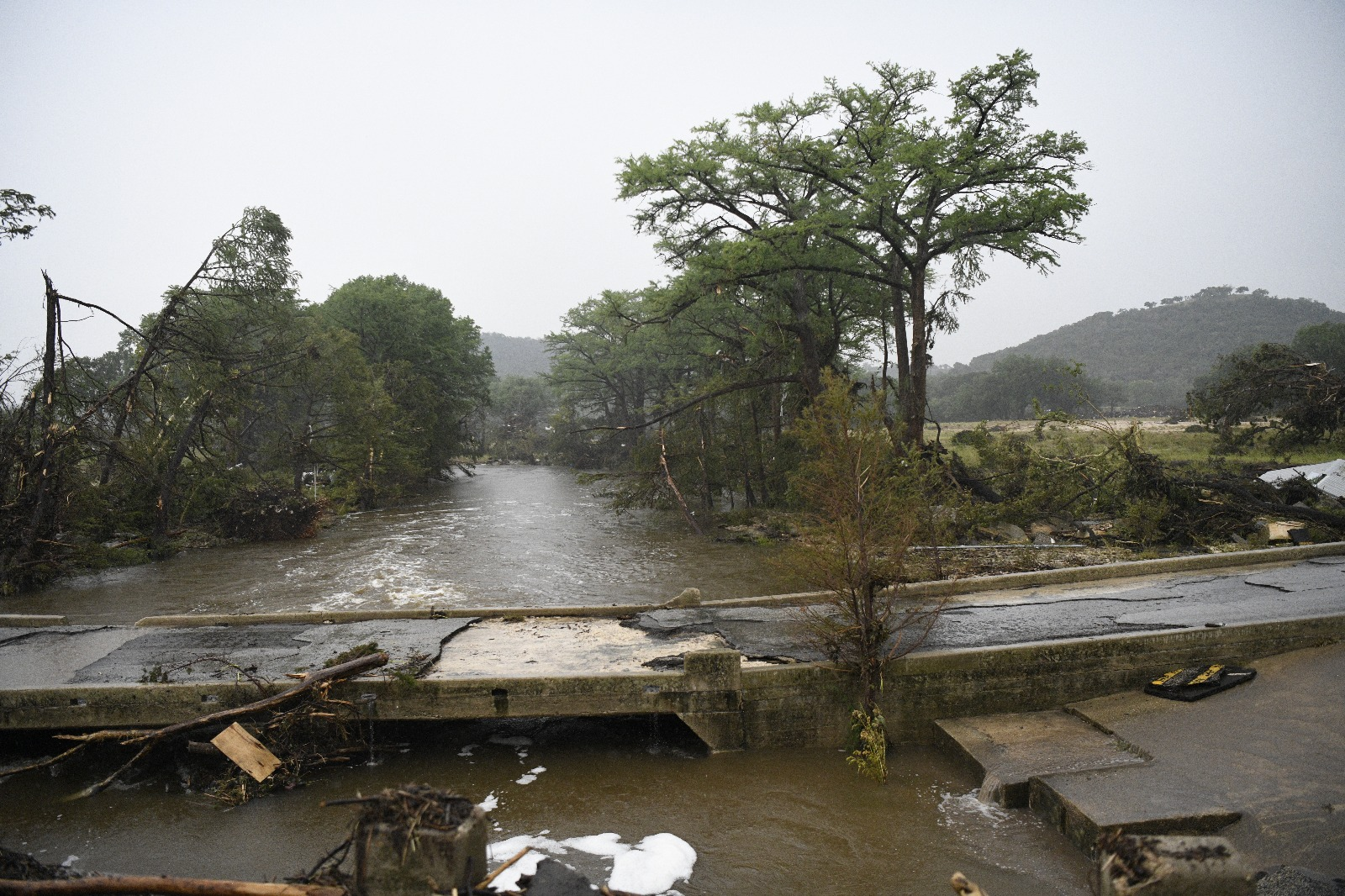
洪水過後受損的行人橋

德克薩斯州副州長丹·帕特里克表示，他正與州應急團隊合作，應對克爾縣「嚴重」及「災難性」的洪災情況。德克薩斯州州長格雷格·阿博特已於7月4日簽署德克薩斯州中部多個縣的州災難聲明，翌日（7月5日）再擴大聲明範圍，涵蓋更多受暴風雨影響的縣份。同日，阿博特聯同國土安全部部長克麗絲蒂·諾姆及地方、州、聯邦官員，前往克爾維爾視察災情。
總統特朗普則形容洪災「極為嚴重」，並承諾會為受災居民提供聯邦援助。為回應阿博特7月4日的州災難聲明及對聯邦支援的請求，特朗普於7月6日簽署聯邦災難聲明。一般而言，當州及地方政府無力單獨應對災難時，會向聯邦政府請求援助；有估計指出，德克薩斯州應急管理部門的運作預算已有約75%由聯邦資金負擔。截至7月7日，白宮亦正計劃安排特朗普到訪德克薩斯州，白宮新聞秘書卡羅琳·萊維特表示：「白宮正安排這次行程，預期最快會在本週稍後（很可能是星期五）成行，但我們會根據地方及州政府的實際情況，選擇最合適的時間。」7月8日，卡罗琳·莱维特在记者会上，称这场洪水是“天意”（act of God），“不是政府的错”，引起美国网民的不满。

## 外部鏈結
國家氣象局天氣預報中心：
- 德克薩斯州暴雨摘要存檔